# Torre de Don Miguel (kommunhuvudort)
Torre de Don Miguel är en kommunhuvudort i Spanien.   Den ligger i provinsen Provincia de Cáceres och regionen Extremadura, i den centrala delen av landet, 240 km väster om huvudstaden Madrid. Torre de Don Miguel ligger 558 meter över havet och antalet invånare är 608.
Terrängen runt Torre de Don Miguel är huvudsakligen kuperad, men åt sydväst är den platt. Runt Torre de Don Miguel är det mycket glesbefolkat, med 5 invånare per kvadratkilometer. Närmaste större samhälle är Moraleja, 18,7 km söder om Torre de Don Miguel. 